# Денвије
Денвије (фр. Deinvillers) насеље је и општина у североисточној Француској у региону Лорена, у департману Вогези која припада префектури Епинал.
По подацима из 2011. године у општини је живело 67 становника, а густина насељености је износила 11,96 становника/km². Општина се простире на површини од 5,6 km². Налази се на средњој надморској висини од 262 метара (максималној 305 m, а минималној 253 m).

## Демографија
| 1962. | 1968. | 1975. | 1982. | 1990. | 2011. |
| ----- | ----- | ----- | ----- | ----- | ----- |
| 88    | 81    | 66    | 51    | 48    | 67    |

График промене броја становника у току последњих година